# Więzadło krzyżowo-kolcowe
Więzadło krzyżowo-kolcowe (łac. ligamentum sacrospinale) – w anatomii człowieka więzadło miednicy przebiegające od kości krzyżowej (od brzegu bocznego jej dolnej części), a częściowo także od początkowych kręgów guzicznych w kierunku przednim, a także nieco w dół obok mięśnia guzicznego do znajdującego się na kości kulszowej kolca kulszowego. Więzadło krzyżowo-kolcowe jest położone bardziej z przodu niż więzadło krzyżowo-guzowe, które jest od niego grubsze. Więzadło to jest jednym z narządów tworzących dno miednicy.